# Xã Beech Creek, Quận Ashley, Arkansas
Xã Beech Creek (tiếng Anh: Beech Creek Township) là một xã thuộc quận Ashley, tiểu bang Arkansas, Hoa Kỳ. Năm 2010, dân số của xã này là 46 người.